# Гаврилов, Василий Фёдорович
Василий Фёдорович Гаврилов (1 января 1929, Мартыновка, Уральская область — 25 сентября 2003, Мартыновка, Курганская область) — работник сельского хозяйства СССР, комбайнер совхоза «Сибиряк» Сафакулевского района Курганской области, Герой Социалистического Труда.

## Биография
Василий Фёдорович Гаврилов родился 1 января 1929 года в крестьянской семье в селе Мартыновка Мартыновского сельсовета Яланского района Челябинского округа Уральской области, ныне село входит в Сафакулевский муниципальный округ Курганской области.
К началу Великой Отечественной войны окончил 5 классов Яланской семилетней школы и стал работать разнорабочим в Яланском зерносовхозе. В 1945 году после окончания Березовской школы механизации сельского хозяйства работал трактористом, комбайнером в совхозах Яланском, Сафакулевском и «Сибиряк», в котором и закончил свою трудовую деятельность. 
Неоднократно выступал инициатором областного социалистического соревнования за ударный труд на уборке урожая. Отличился высокопроизводительной ударной работой на уборке хлебов в годы четвёртой пятилетки. 
Указом Президиума Верховного Совета СССР от 19 апреля 1967 года за достигнутые успехи в увеличении производства и заготовок зерна в 1966 году Гаврилову Василию Фёдоровичу присвоено звание Героя Социалистического Труда с вручением ордена Ленина и золотой медали «Серп и Молот». 
Когда стало подводить здоровье, и Василий Фёдорович уже не смог трудиться на комбайне, он пошел работать в животноводство, был бригадиром. И снова на его коллектив равнялись труженики совхоза. Он постоянно принимал участие в общественных делах, неоднократно избирался членом бюро парторганизации совхоза, депутатом районного Совета народных депутатов. 
Член КПСС с 1968 года. 
Василий Фёдорович Гаврилов умер 25 сентября 2003 года <где?>. Похоронен <где?>.

## Награды
- Герой Социалистического Труда, 19 апреля 1967 года
  - Орден Ленина № 399530
  - Медаль «Серп и Молот» № 13562
- Юбилейная медаль «За доблестный труд. В ознаменование 100-летия со дня рождения Владимира Ильича Ленина», 1970 год
- Звание «Почётный гражданин Сафакулевского района», 2004 год, посмертно.